# Karhunpää (ö i Satakunta, Björneborg, lat 61,72, long 21,39)
Karhunpää är en ö i Finland.   Den ligger i kommunen Björneborg i den ekonomiska regionen  Björneborgs ekonomiska region  och landskapet Satakunta, i den sydvästra delen av landet, 250 km nordväst om huvudstaden Helsingfors.